# Nationalpark Nockberge
Nockbjergene    ( tysk: Nockberge eller Nockgebirge ) er den vestligste og højeste bjergkæde i Gurktal Alperne i Østrig, spredt over dele af forbundsstaterne Kärnten, Salzburg og Steiermark . Deres udseende er kendetegnet ved adskillige kuppellignende og græsdækkede toppe (Nocken). Deres højeste top er Eisenhut i Steiermark, der når en højde på 2.441 moh.
I juli 2012 blev Nockbjergene og den tilstødende region Lungau udnævnt til en biosfærereservat af UNESCO. De var stort set isfri i istiden og var et glacielt refugium.

## Geografi
Som den vestligste del af Gurktal Alperne er Nockbjergene adskilt fra bjergkæden Niedere Tauern i nord og strækker sig helt til Katschberg-passet (1.641 moh.) i vest, ved floden Mura. I vest adskiller floder Lieser og Drau Nockbjergene fra Ankogel-gruppen i Hohe Tauern og fra Gailtaler Alperne . Syd for Ossiach-søen støder de sammen med den nedre Sattnitz bjerkæde og Klagenfurt-bassinet, en anden del af Gurktal Alperne. Mod øst inden for Gurktal Alperne er de afgrænset af en linje fra Gurk via Flattnitz Passet (1,400  moh.) til bækken Paalbach.
Nockbjergene kan opdeles i otte undergrupper. Syd for Bad Kleinkirchheim findes grupperne (Stock) i Mirnock-massivet (2.110  moh.) med en betydelig primærfaktor på 1.343 m, Wöllaner Nock (2.145  moh.) og Gerlitzen (1.909  moh.) højt over søen Ossiach. Den centrale region af Nockbjergene er dannet af Millstätteralperne (2.101  moh.) og Rosennock (2.440  moh.), den højeste top i Kärnten. I det nordlige ligger grupperne Schwarzwand (2.241  moh.), Königstuhl (2.406  moh.) i Salzburg, som også er en trelandsgrænse, og Eisenhut (2.441  moh.).
Bjergkæden er også i tysksprogede turistbrochurer omtalt som "Nocky Mountains", relaterende til Rocky Mountains.

## Nationalpark
Det centrale område af Nationalpark Nockberge blev oprettet af Kärntens delstatsregering 1. januar 1987. Det fjerntliggende område var allerede blevet udviklet med opførelsen af den naturskønne Nockalm Strasse fra 1979. Yderligere planer for et skiområde blev afværget af et borgerinitiativ og en folkeafstemning i 1980, hvor 94% af vælgerne var imod projektet.
På trods af sit navn blev Nationalpark Nockberge udpeget til et beskyttet landskab (kategori V) i henhold til IUCN-beskyttede områdekategorier . Området på 184 km2 var helt placeret inden for Kärnten men langs grænsen til Salzburg og Steiermark, fra Krems og Lieser-dalen i vest til Reichenau i øst og ned til Bad Kleinkirchheim og Radenthein i syd.